# Mega Man: Battle & Chase
Mega Man: Battle & Chase conocido como Rockman: Battle & Chase (ロックマン バトル＆チェイス Rokkuman Battoru Ando Cheisu?) en Japón, es un videojuego de carreras para PlayStation desarrollado por Capcom y publicado en 1997 en Japón y en 1998 en Europa. En 2006, apareció en Norteamérica como parte del recopilatorio Mega Man X Collection para PlayStation 2 y GameCube. 

## Jugabilidad
Es un juego de carreras en la línea de clásicos como Super Mario Kart. Hay una barra de energía al lado superior izquierdo, que será de color naranja si no está completa, y será de color azul cuando esté completa. Esta barra sirve para dar disparos que varían según el personaje o vehículo. Si la barra de energía no está completamente llena, se hará un disparo menor que sólo derrumbará y destruirá obstáculos, pero no afectará a otros competidores, mientras que si está completa, hará un disparo más potente que sí afectará al competidor al que se ataque. Para conseguir ítems, hay que derrumbar obstáculos dispuestos a lo largo de toda la pista. Al lado superior derecho hay un contador que indica cuántos obstáculos más faltan por derrumbar o destruir. Una vez que el contador llegue a cero, ya no habrá números sino que mostrará los ítems de forma secuencial a gran velocidad hasta que se seleccione uno pulsando un botón. Con ese mismo botón se puede usar el ítem y después el contador dirá un nuevo número de obstáculos que a derribar para obtener otro nuevo ítem.
El juego tiene 15 pistas a las que hay que dar cinco vueltas:
- Sky Circuit 1
- Sky Circuit 2
- Sky Circuit 3
- City Course
- Street Course
- Sunset Course
- Rocky Mountain Course
- South Pole Course
- Ridge Course
- Crystal Course
- Arms Factory Course
- Toy Factory Course
- Base Course
- Wily Fortress Course
- Space Course

Hay 3 modos de juego:
Grand Prix ModeSe selecciona un personaje, y posteriormente, si se quiere, se puede cambiar el nombre del vehículo. Cada una de las pistas a elegir tiene un adversario específico y la dificultad se va incrementando progresivamente. Al derrotar al adversario se obtiene una parte de su vehículo que se podrá emplear en las siguientes carreras. El enfrentamiento final será contra el Dr. Wily y tras vencerlo el juego comenzará de nuevo, pero disponiendo de las piezas obtenidas y con mayor dificultad.
Versus ModeSe puede competir contra un humano o contra la computadora. Aparecerá una tabla con todos los personajes (excepto el Dr. Willy) y, a la derecha y a la izquierda, arriba habrá un signo de interrogación ("?") para escoger un personaje al azar, y abajo una Memory Card (blanca originalmente, negra si estás jugando en el Mega Man X Collection) con la cual se puede seleccionar el personaje y vehículo del Grand Prix Mode con todas sus mejoras. Luego se selecciona la pista y, posteriormente, el número de competidores secundarios.
Time Battle ModeModo de contrarreloj. Se puede escoger cualquier personaje y no hay ningún adversario. En este modo de juego, el contador de obstáculos por derribar siempre empezará con el número veinte, y el ítem que saldrá siempre será el mismo.

## Personajes
Estos son los personajes elegibles con sus respectivos vehículos:
- Mega Man - Ruch Roadstar
- Roll - Pop'n Beat
- Proto Man - Red Striker
- Bass - Treble Darkstar
- Guts Man - Wild Arms
- Quick Man - Sonic Formula
- Ice Man - Cool Mobile
- Shadow Man - Shinobi Master
- Napalm Man - Patriot Bomber
- Spring Man - Surprise Boxer
- Dr.Willy - Skull Machine XX
- Duo - Hard Grandeur